# Юга Пірінен
Юга Пірінен (фін. Juha Pirinen, нар. 22 жовтня 1991, Валкеакоскі, Фінляндія) — фінський футболіст, фланговий захисник словацького клубу «Тренчин» та національної збірної Фінляндії.

## Клубна кар'єра
Юга Пірінен є вихованцем клубу «Хака» зі свого рідного міста Валкеакоскі. У 2008 році він зіграв лише один матч у складі клубу і наступний сезон почав у «Тампере Юнайтед». Але у 2011 році Юга повернувся до «Хака». І хоча команда вилетіла з Вищого дивізіону, футболіст залишився у клубі і допоміг йому за рік повернутися до еліти.
На початку 2014 року Пірінен приєднався до клубу МюПа, де провів лише один сезон і вже наступного сезону він виступав у клубі РоПС.
Перед початком сезону 2017 року Пірінен перейшов до складу столичного клубу ХІК, з яким виграв чемпіонат та національний Кубок Фінляндії.
У січня 2019 року Пірінен переїхав до Норвегії, де підписав контракт з клубом «Тромсе». За результатами сезони клуб вилетів з Елітсерії і влітку 2020 року фінський захисник перейшов до словацького «Тренчина».

## Збірна
10 січня 2016 року у товариському матчі проти команди Швеції Юга Пірінен дебютував у складі національної збірної Фінляндії.

## Досягнення
ХІК
 Чемпіон Фінляндії: 2017
 Переможець Кубка Фінляндії: 2016/17